# 罗迪米利奇
罗迪米利奇（義大利語：Rodì Milici），是意大利西西里大区墨西拿廣域市的一个市镇。总面积36平方公里，人口2239人，人口密度62.2人/平方公里（2009年）。ISTAT代码为083075。